# 范赟
范赟（1977年5月26日—），是一名已经退役的中国足球运动员。
范赟从上海市少体校队进入刚刚冲入甲B联赛的上海浦东，之后由于在上海八运队的表现而被上海申花的外教安杰依看中，得以加盟申花队。此后的数年时间内，范赟虽经常能获得出场机会，但是却始终未能成为主力。2002年初，他与队友霍智宇一起转会云南红塔，此后球队被降级的重庆力帆收购，他成为被选入新力帆的部分红塔球员之一。2007年转会到中甲球队南京有有，两年后退役。
退役后范赟在原申花队友申思、祁宏组建的上海幸运星足球俱乐部担任教练。

## 相关链接
- 申花怀旧系列之范赟：命运多舛 在云南才赚到钱
- 四大要素护航夏季战役 申花首先要做好体能储备